# Banja Koviljača
Banja Koviljača (en serbe cyrillique : Бања Ковиљача) est une ville de Serbie située sur le territoire de la ville de Loznica, district de Mačva. Au recensement de 2011, elle comptait 5 012 habitants.
Banja Koviljača, située sur les bords de la Drina, est la plus ancienne station thermale de Serbie. Elle est aussi connue sous le nom de Kraljevska Banja, « le bain royal ».

## Histoire

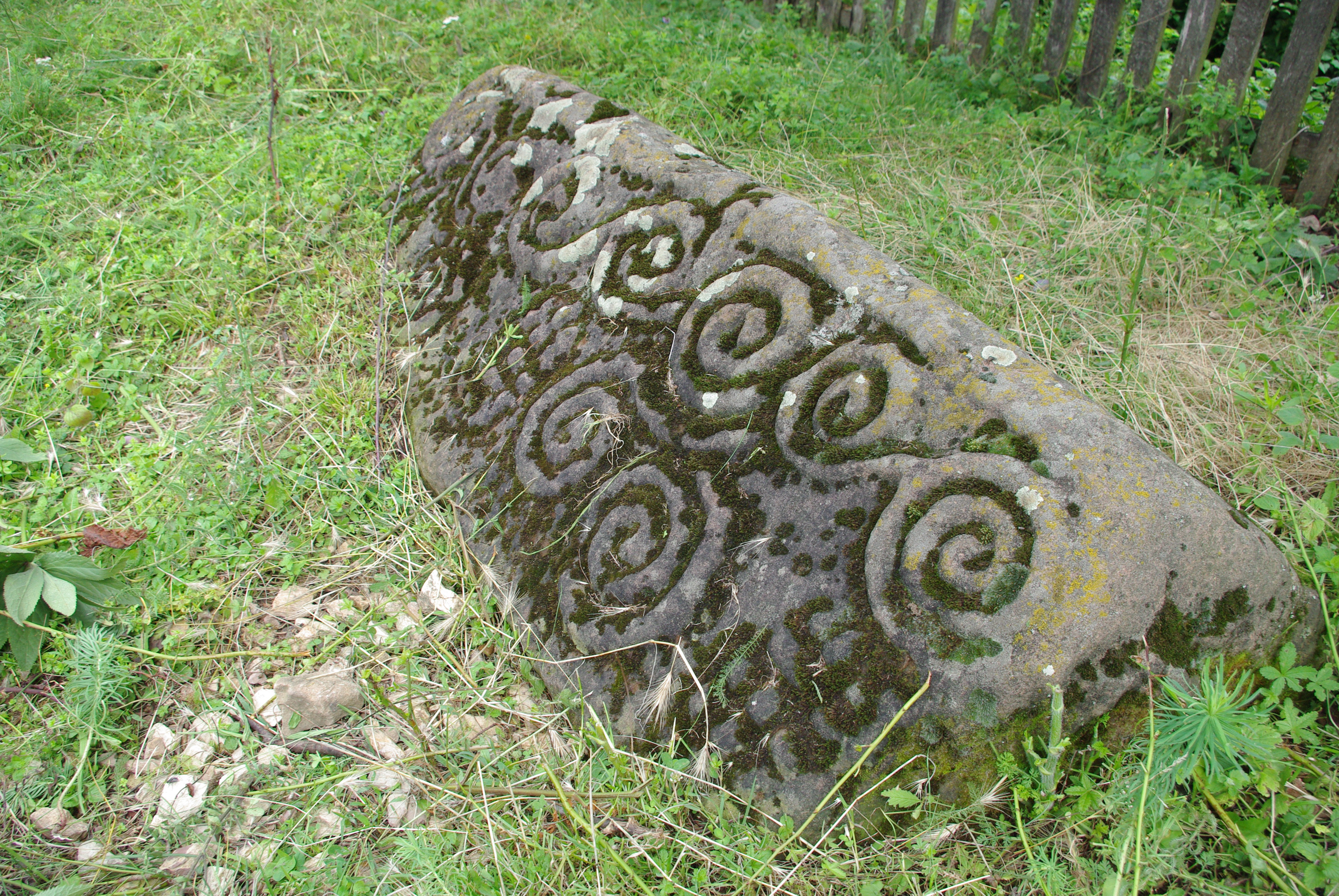
Pierre romaine près de Banja Koviljaca

Si les archéologues ont trouvé des vestiges d'installation remontant à l'époque romaine, la première mention écrite de Banja Koviljača date de 1533.
Des documents attestent qu'en 1720 des Turcs de la ville de Zvornik construisirent un bain pour femmes ; il était surnommé « le bain nauséabond » en raison des eaux sulfureuses qui jaillissaient des sources. Selon une légende, un convoi qui passait dans la région dut y abandonner un cheval épuisé qui se roula dans la boue. On prétend qu'au retour le cheval était guéri.
Vuk Stefanović Karadžić, décrivant la région en 1827, évoqua les eaux de la ville. Selon lui, le nom de Banja Koviljača provenait d'une forteresse autrefois construite sur la colline qui domine la station thermale. D'après Kanić, la ville reçut son nom d'une plante très populaire appelée "Kovilja" (Stipa pennata), qui pousse sur les hauteurs entourant la ville.
La première analyse chimique de l'eau fut réalisée par le chimiste Pavle Ilić en 1855. Le premier hôtel destiné à accueillir des curistes fut construit en 1858 ; il comportait dix chambres. En 1867, le prince Michel III Obrenović, plaça la source sous la protection de l'État.

## Démographie

### Évolution historique de la population
| 1948  | 1953  | 1961  | 1971  | 1981  | 1991  | 2002  | 2011  |
| ----- | ----- | ----- | ----- | ----- | ----- | ----- | ----- |
| 2 260 | 2 960 | 4 023 | 5 199 | 5 478 | 5 516 | 6 340 | 5 012 |

|  |

## Culture
Banja Koviljača accueille le Festival International de Folklore L'Europe danse' ; cette manifestation a lieu chaque année, au mois d'août.

## Station thermale
Banja Koviljača possède des sources riches en soufre et en fer. Ses eaux sont à une température comprise entre 21 et 38 degrés Celsius ; bues par les curistes, elles servent aussi à la préparation de bains et de boues aux vertus appréciées.
La station thermale a été choisie en raison de divers éléments : la Drina, le mont Gučevo et ses forêts, la plaine qui apportait une nourriture abondante.

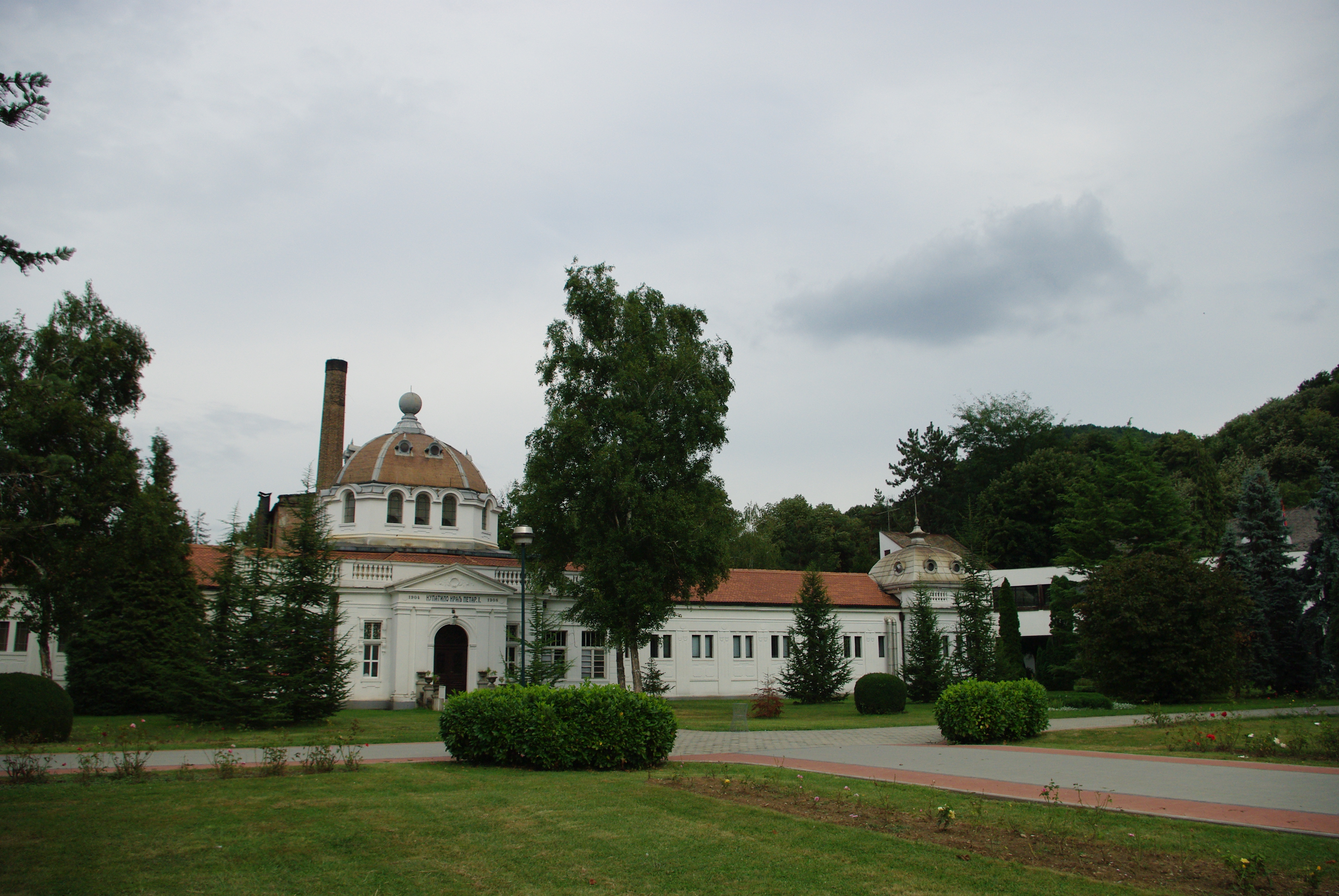
le bain du roi Pierre à Banja Koviljaca
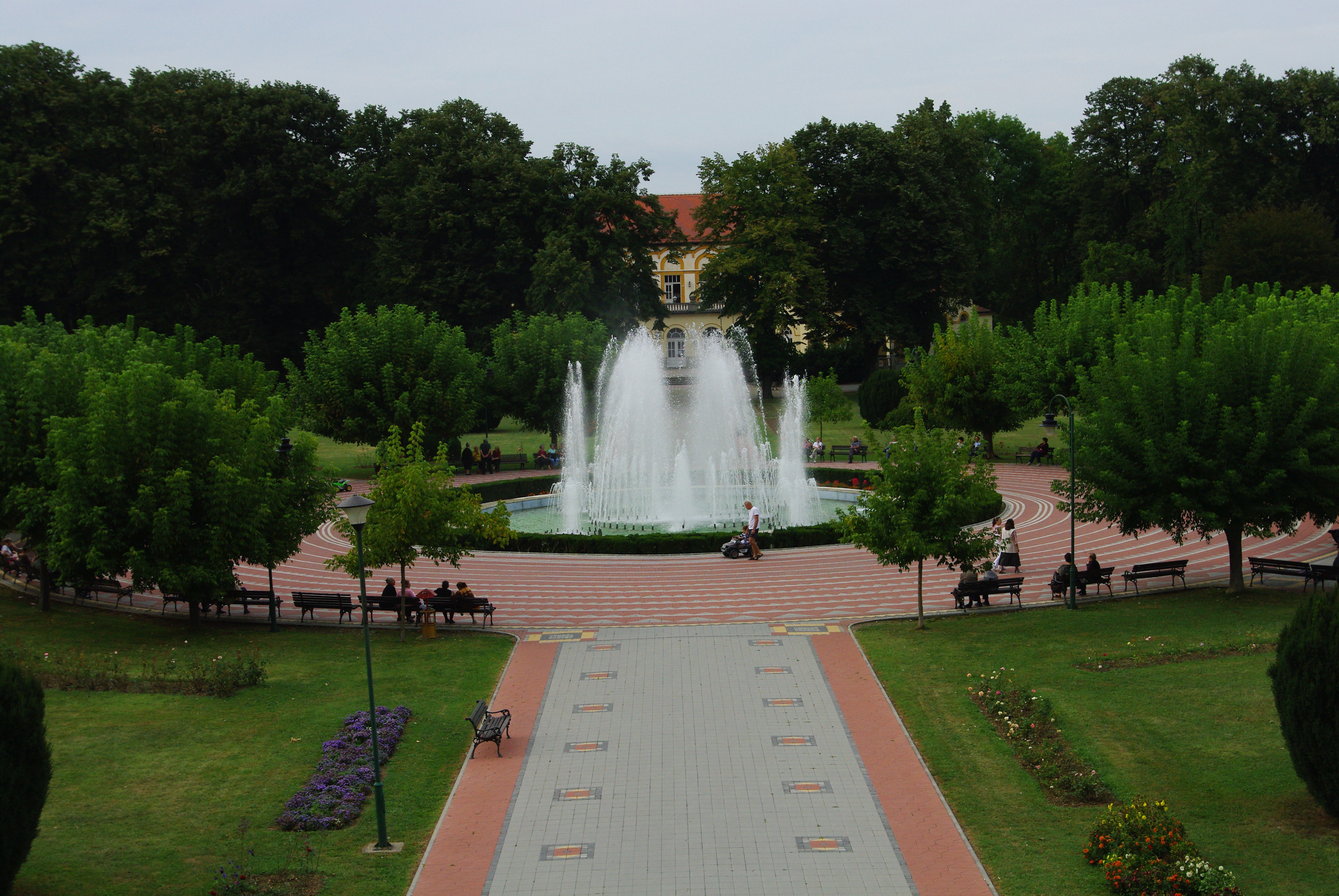
Fontaine à Banja Koviljaca
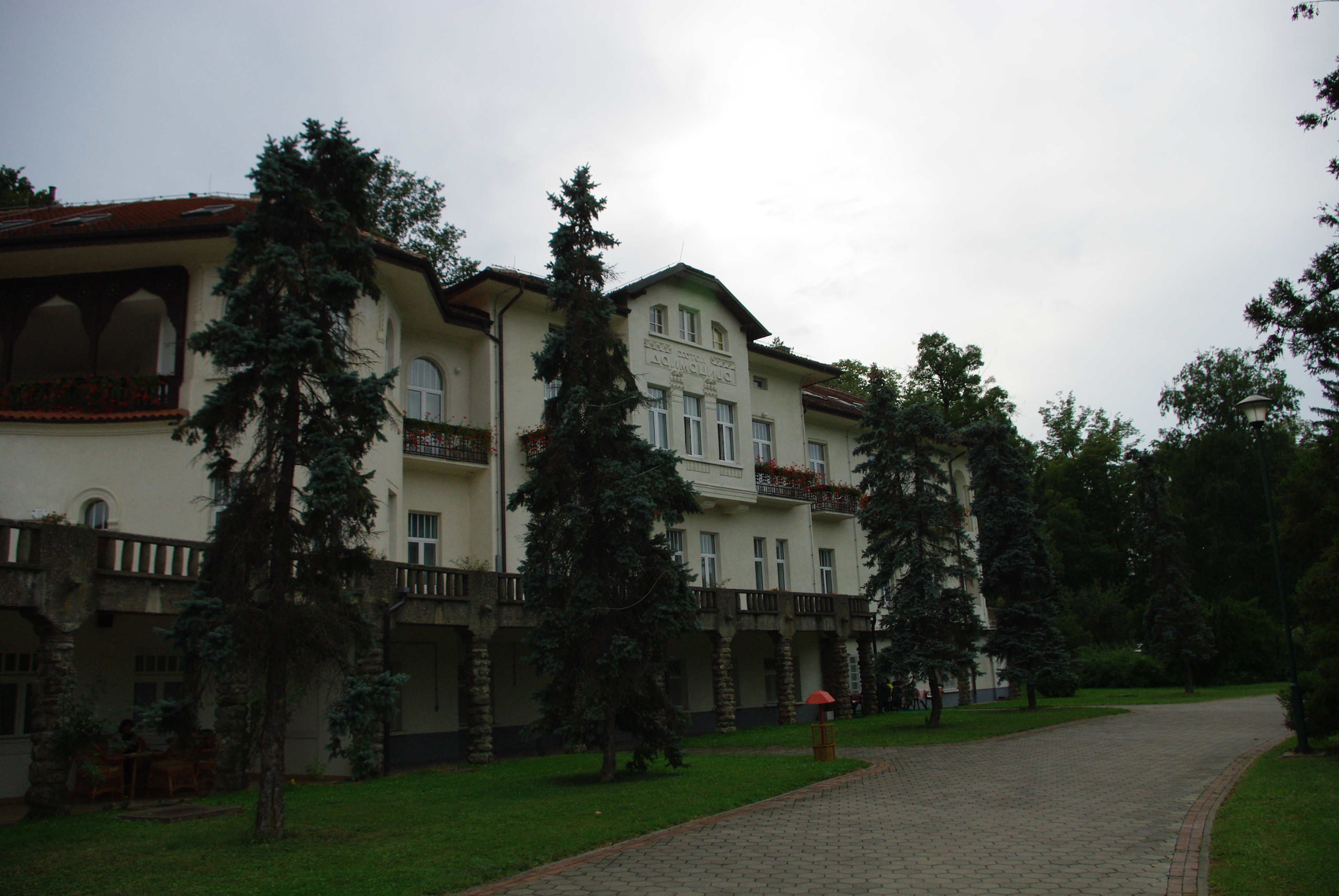
Hôtel Dalmatie
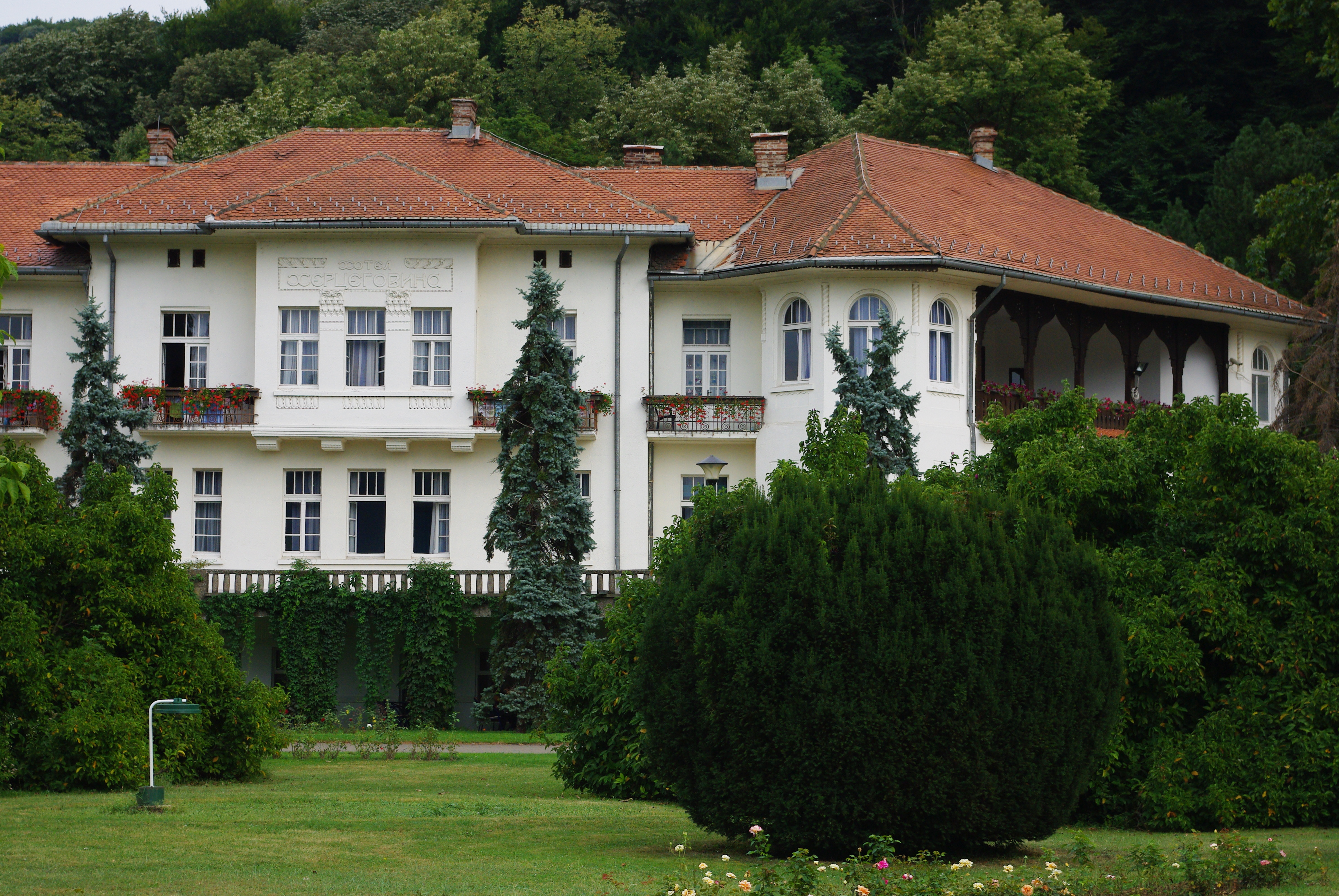
Hôtel Herzégovine
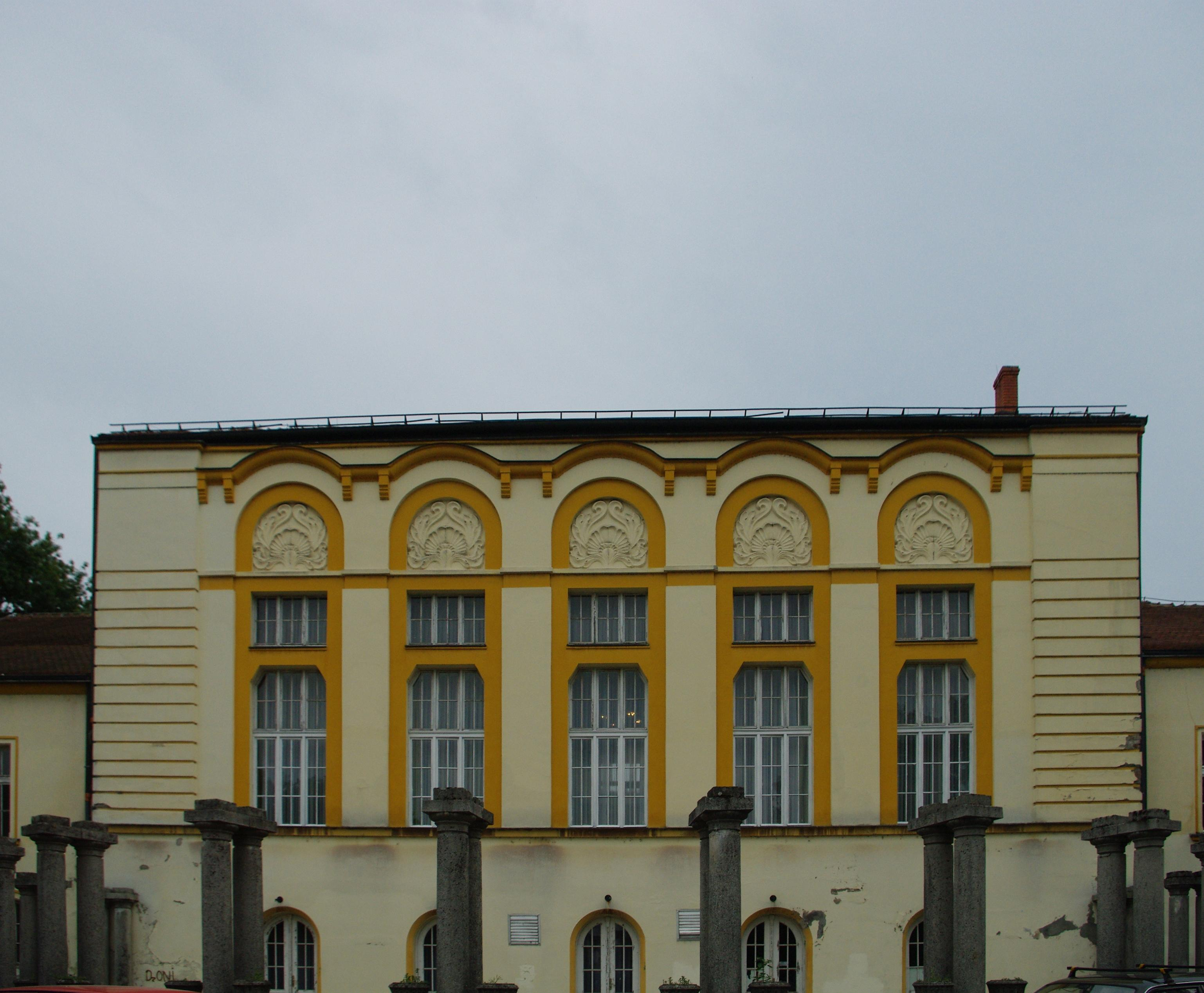
Kursalon
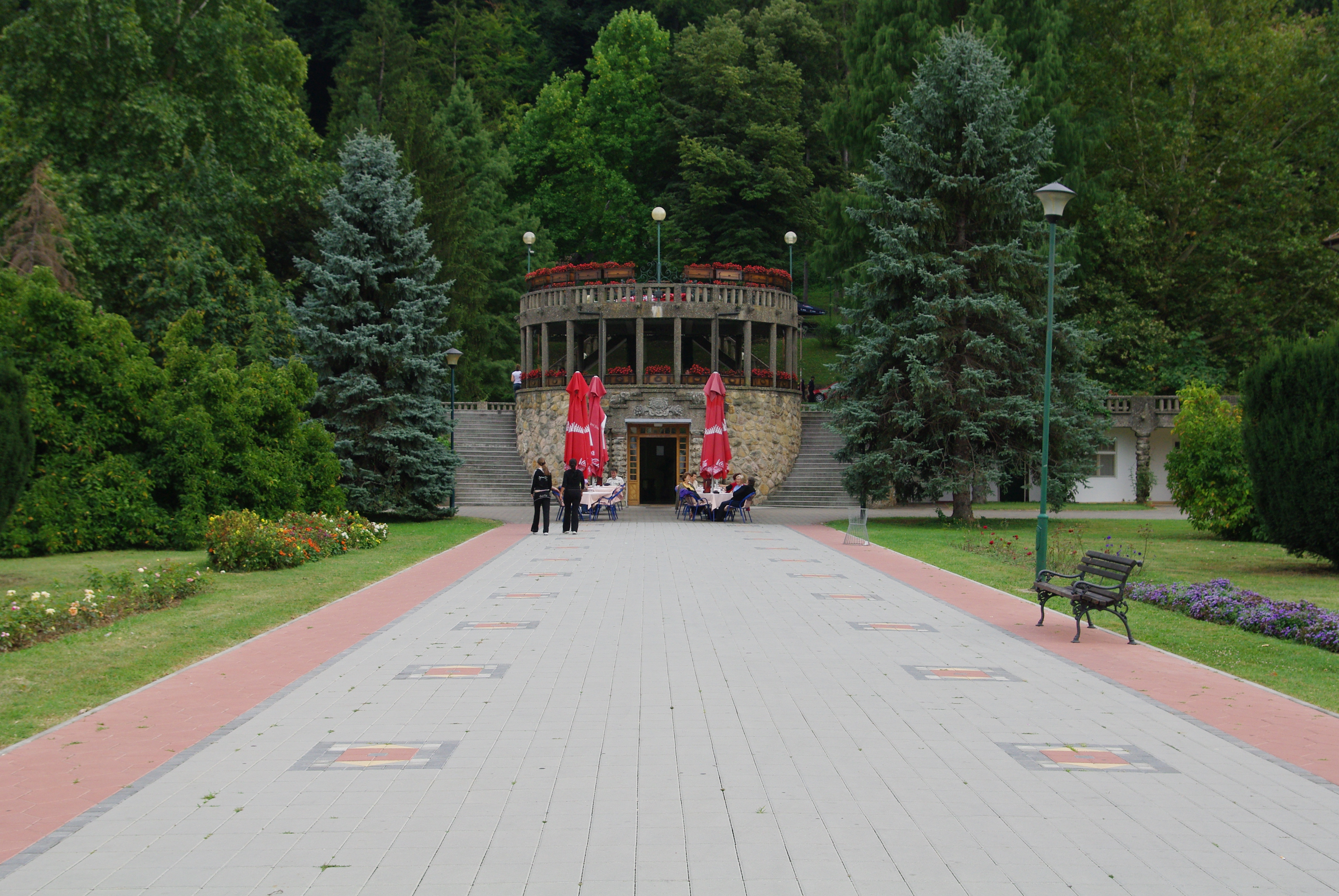
Citadelle
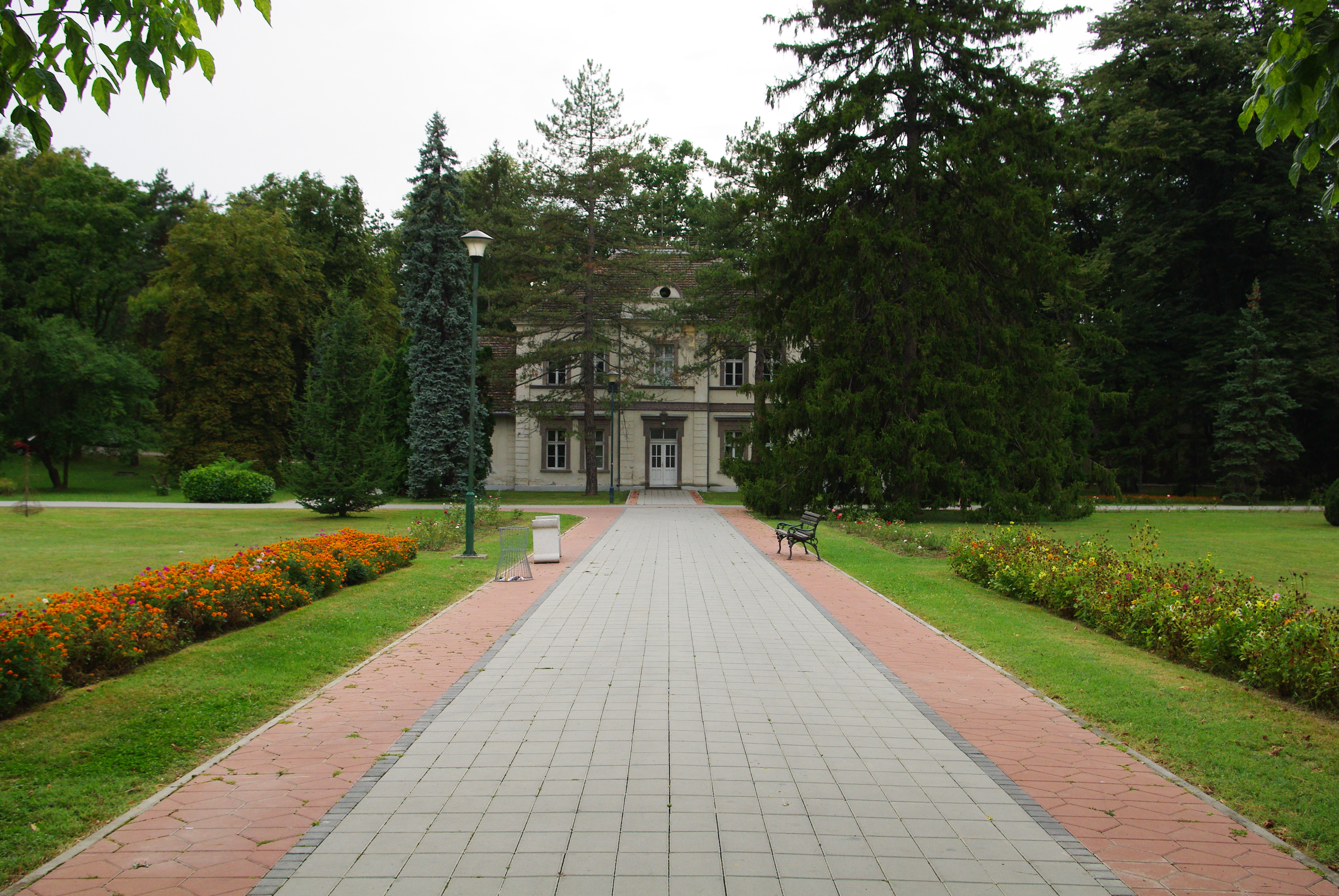
Une villa abandonnée à Banja Koviljaca
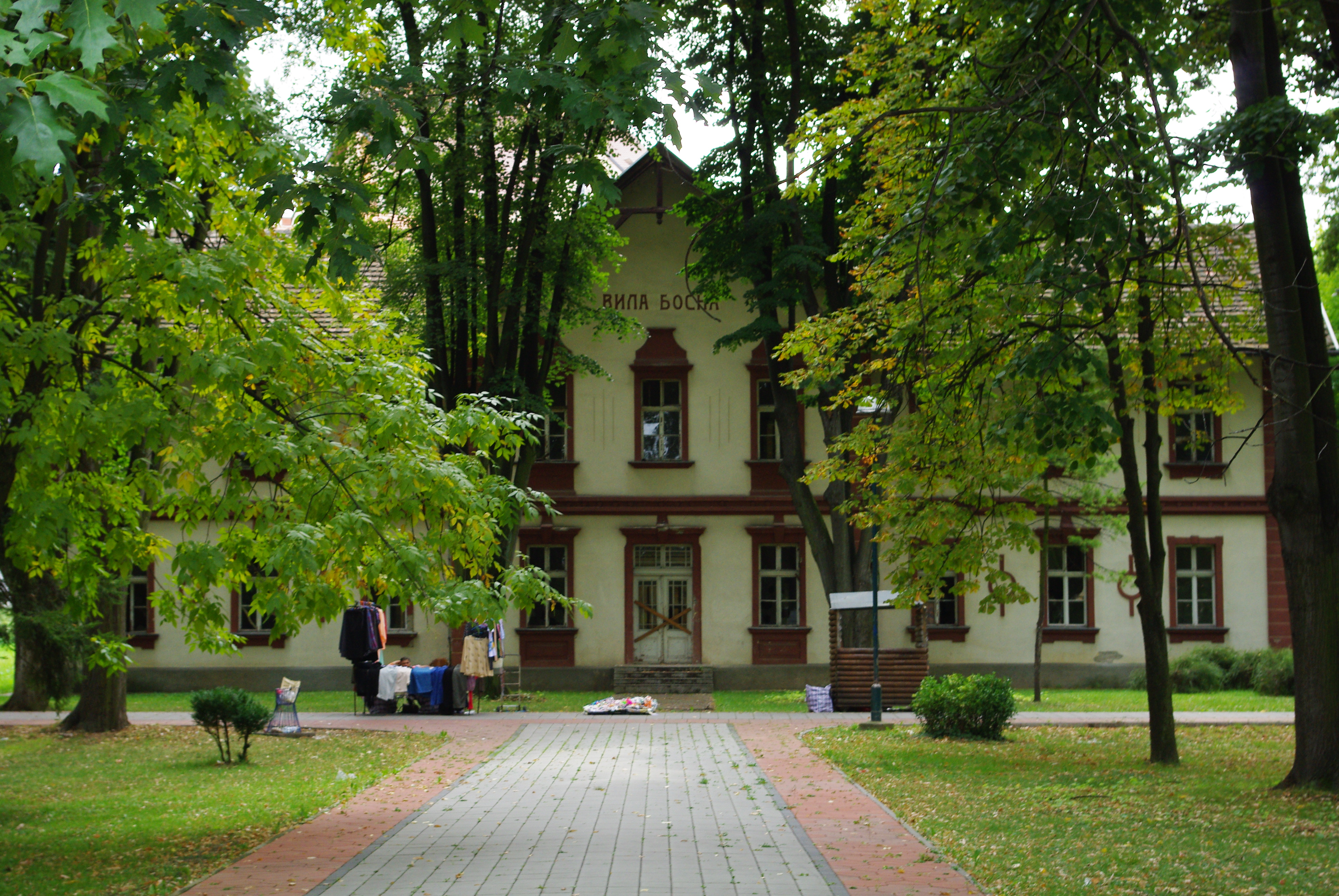
La villa Bosnia, également abandonnée